# Logizismus
Der Logizismus oder das logizistische Programm bezeichnet eine bestimmte Position in der Philosophie der Mathematik, die auch in anderen philosophischen Teildisziplinen in der ersten Hälfte des 20. Jh. einflussreich war. Der Ansatz wurde zuerst von Gottlob Frege Ende des 19. Jahrhunderts formuliert und besagt im Kern, dass sich die Mathematik auf die Logik zurückführen lässt.
Die Gegenposition zur Theorie des Logizismus ist, dass es sich bei der Logik um einen Zweig der Mathematik handelt, die Mathematik also das Fundamentalere ist. Diese Position wurde implizit von den Pionieren der mathematischen Logik im 19. Jahrhundert, Georg Cantor und George Boole, vertreten.

## Alter Logizismus
Im Groben lässt sich der Logizismus in zwei Teilpositionen aufspalten:
1. Alle mathematischen Wahrheiten müssen sich anhand von Definitionen mit strikten Beweisen auf eine fest umgrenzte Anzahl von Axiomen zurückführen lassen.[3][2]
2. Bei diesen Axiomen selbst muss es sich um evidente logische Wahrheiten handeln, d. h., sie dürfen nach Freges Worten „eines Beweises weder fähig noch bedürftig“ sein.

Zu 1.) Mit der ersten Forderung wollte Frege das Bedürfnis nach einer wissenschaftlichen Fundierung der Mathematik stillen. Bis zu Freges Zeit war man davon ausgegangen, dass es gewisse unbeweisbare mathematische Wahrheiten gibt, hatte aber kaum ernsthaft versucht, diese anzugeben und darzustellen, wie sich die übrigen Wahrheiten von diesen herleiten (Eine bedeutende Ausnahme und gleichzeitig Vorbild Freges ist Euklid mit seinem Werk „Die Elemente“). Um sein Vorhaben durchzuführen, musste Frege jedoch erst einmal den Begriff des Beweises präzise fassen. Im Zuge dessen schuf er die erste vollständig explizite formale Sprache sowie die noch heute gebräuchliche Prädikatenlogik. Mit diesem Instrumentarium gelang es Frege, den Begriff der Zahl zu definieren und davon ausgehend elementare arithmetische Sätze wie „1 + 1 = 2“ zu beweisen, die man bis dahin für unbeweisbar gehalten hatte.
1931 veröffentlichte Gödel seinen Unvollständigkeitssatz und bewies damit, dass jedes widerspruchsfreie, hinreichend mächtige mathematische System wahre Sätze enthält, die aus den Axiomen weder bewiesen noch widerlegt werden können. Selbst wenn man die Menge der Axiome um diese Sätze erweiterte, ließen sich stets neue, nicht beweisbare Sätze konstruieren. Damit war die Unerfüllbarkeit dieser Forderung gezeigt.
Zu 2.) Frege hatte seinem System eine Reihe von Axiomen zugrunde gelegt, denen er den Status evidenter Wahrheiten zusprechen konnte. In diesem Axiomensystem wird jedoch von Bertrand Russell im Jahr 1902 ein Widerspruch (die sogenannte Russellsche Antinomie) entdeckt. Frege wandte sich daraufhin enttäuscht vom Logizismus ab. In den folgenden Jahren entstanden eine Reihe von sogenannten „axiomatischen Mengentheorien“ wie Russells eigene Typentheorie oder die Zermelo-Fraenkel-Mengenlehre. Diese setzen zwar die Forderung einer axiomatischen Grundlegung der Mathematik um, enthalten jedoch immer auch Axiome, die nicht als logisch evident gelten können. Ein besonders klares Beispiel ist das Unendlichkeitsaxiom, das fordert, dass es unendlich viele Gegenstände (Zahlen) gibt. Nach Freges Vorstellungen hätte eine solche Aussage nicht axiomatisch gesetzt, sondern mit logischen Mitteln bewiesen werden müssen.
Wenngleich Freges Logizismus also insbesondere wegen der zweiten oben genannten Forderung als gescheitert angesehen werden muss, hat sich doch die erste Forderung als überaus fruchtbar erwiesen. Die von Frege zur Durchführung des Programms geschaffenen Werkzeuge haben der modernen Logik einen entscheidenden Impuls gegeben, mit der Entwicklung der Mengenlehren wurde ein neuer Zweig der Mathematik begründet.

## Neo-Logizismus
Der Neo-Logizismus von Crispin Wright beruht auf Freges Theorem.